# Gouvernement Charaf I
Pour les articles homonymes, voir Essam Charaf et Charaf.
Égypte
Chafik II Charaf II
Le gouvernement Essam Charaf I est le gouvernement mené par le Premier ministre Essam Charaf.

## Formation
Au moment de la révolution égyptienne de 2011, Hosni Moubarak nomme peu avant sa démission un nouveau gouvernement autour d'Ahmed Chafik, mais sous la pression populaire qui exigeait le départ de tous les ministres liés à Moubarak, l'armée annonce le 3 mars la nomination d'un nouveau Premier ministre, Essam Charaf, ancien ministre des Transports de 2002 à 2005 qui avait fait partie des manifestations de la place Tahrir.

## Composition

### Premier ministre
- Essam Sharaf

### Vice-Premier ministre
- Yahia El Gamal

### Ministres
| Portefeuille                                | Nom                             |
| ------------------------------------------- | ------------------------------- |
| Ministre des Affaires étrangères            | Nabil Al-Arabi Mohamed El Orabi |
| Ministre de l'Intérieur                     | Mansour el-Issaoui              |
| Ministre de la Justice                      | Mohamed Abdoul Aziz el-Gendi    |
| Ministre des Affaires sociales              | Mohamed Naceur                  |
| Coopération internationale et planification | Fayza Abouelnaga                |
| Transports                                  | Atef Abdel Hamid                |
| Aviation civile                             | Manaa Ibrahim                   |
| Logement                                    | Fathi El-Baradei                |
| Industrie militaire                         | Meshel Sayed                    |
| Commerce et industrie interne               | Samir Sayad                     |
| Solidarité sociale                          | Gouda Abdel Khalek              |
| Développement national                      | Mohsen Al-Noomany               |
| Environnement                               | Maged George                    |
| Santé                                       | Hatem Ashraf                    |
| Électricité                                 | Younis Hassan                   |
| Tourisme                                    | Mounir Fakhry Abdel Nour        |
| Culture                                     | Emad Abou Ghazi                 |
| Travail et Migration                        | Ahmed El-Brens                  |
| Ressource en Eau et Irrigation              | El Hussein-Atfy                 |
| Affaires antiques                           | Emad Abou Ghazi Zahi Hawass     |
| Pétrole                                     | Abdallah Ghorab                 |
| Travail                                     | Ahmed el-Borei                  |

## Sources
- Article du 6-3-2011
- Article AFP du 07-03-2011

- Article AFP du 03-03-2011